# Walner
Walner, född 2014, är en amerikansk travare som tävlade mellan 2016 och 2017. Han tränades av Linda Toscano och kördes av Tim Tetrick. Efter tävlingskarriären har han varit betydelsefull som avelshingst.

## Bakgrund
Walner är uppfödd av Esa Lahtinen och Riina Rekilä, och är efter Chapter Seven och under Random Destiny. Han kostade 90 000 dollar som ettåring på Lexington Selected Yearling Sale.
Walner tävlade mellan juli 2016 och juli 2017, och sprang in 567 652 dollar på 10 starter, varav 9 segrar. Han tog karriärens största segrar i Breeders Crown 2YO Colt & Gelding Trot (2016), Kindergarten Classic (2016) och Stanley Dancer Memorial (2017).

## Karriär
Som tvååring var Walner var den ledande hästen i USA 2014. Han utsågs även till årets tvååring i USA, då han tagit 7 segrar på 8 starter. Han satte även världsrekord för tvååringar på tiden 1.09,3 och sprang in 484 037 dollar. Som treåring i Stanley Dancer Memorial segrade han på tiden 1.08,6, vilket var nära Donato Hanovers världsrekord på 1.08,5.
Efter segern i Stanley Dancer Memorial tvingades Walner avsluta sin tävlingskarriär på grund av en skada. Han stallades istället upp som avelshingst på Southwind Farms, och har fått flera framgångsrika avkommor.